# Блажейовиці (Сілезьке воєводство)
Блажейовиці (пол. Błażejowice) — село в Польщі, у гміні Вельовесь Гливицького повіту Сілезького воєводства.
Населення — 293 особи (2011).
У 1975—1998 роках село належало до Катовицького воєводства.

## Демографія
Демографічна структура станом на 31 березня 2011 року:
|          | Загалом | Допрацездатний вік | Працездатний вік | Постпрацездатний вік |
| -------- | ------- | ------------------ | ---------------- | -------------------- |
| Чоловіки | 153     | 32                 | 105              | 16                   |
| Жінки    | 140     | 22                 | 91               | 27                   |
| Разом    | 293     | 54                 | 196              | 43                   |